# Stenaelurillus
Stenaelurillus  (лат.) — род аранеоморфных пауков из подсемейства Aelurillinae в семействе пауков-скакунов (Salticidae).

## Этимология
Научное название рода происходит от слов: греч. sten, что означает узкий, плюс название другого рода скакунов Aelurillus.

## Виды
- Stenaelurillus abramovi Logunov, 2008 — Вьетнам
- Stenaelurillus albopunctatus Caporiacco, 1949 — Кения
- Stenaelurillus ambiguus Denis, 1966 — Ливия
- Stenaelurillus cristatus Wesolowska & Russell-Smith, 2000 — Гана, Танзания
- Stenaelurillus darwini Wesolowska & Russell-Smith, 2000 — Танзания
- Stenaelurillus fuscatus Wesolowska & Russell-Smith, 2000 — Танзания
- Stenaelurillus giovae Caporiacco, 1936 — Ливия
- Stenaelurillus guttiger (Simon, 1901) — Ботсвана, Мозамбик, Зимбабве, Южная Африка
- Stenaelurillus hainanensis Peng, 1995 — Китай
- Stenaelurillus hirsutus Lessert, 1927 — Бассейн Конго
- Stenaelurillus kronestedti Prochniewicz & Heciak, 1994 — Танзания
- Stenaelurillus lesserti Reimoser, 1934 — Индия
- Stenaelurillus leucogrammus Simon, 1902 — Южная Африка
- Stenaelurillus marusiki Logunov, 2001 — Иран
- Stenaelurillus minutus Song & Chai, 1991 — Китай
- Stenaelurillus mirabilis Wesolowska & Russell-Smith, 2000 — Танзания
- Stenaelurillus natalensis Haddad & Wesolowska, 2006 — Южная Америка
- Stenaelurillus nigricaudus Simon, 1886 — Алжир, Гамбия, Сенегал typus
- Stenaelurillus setosus (Thorell, 1895) — Мьянма
- Stenaelurillus strandi Caporiacco, 1939 — Эфиопия
- Stenaelurillus triguttatus Simon, 1886 — Тибет
- Stenaelurillus uniguttatus Lessert, 1925 — Эфиопия, Восточная Африка
- Stenaelurillus werneri Simon, 1906 — от Египта до Уганды